# Scriba
Scriba is Latijn voor schrijver. In het Romeinse Rijk waren dit notarissen, klerken of privé secretarissen. In het Nederlands wordt de term vooral gebruikt binnen gilden, studentenverenigingen, de protestantse kerken en stromingen. De scriba van een lokale kerkelijke vergadering is de secretaris.
Hij of zij maakt de agenda's en verslagen van vergaderingen, zorgt dat besluiten worden uitgevoerd en voert alle correspondentie. Soms heeft een scriba ook de taak beleidsstukken te schrijven en de vergadering te vertegenwoordigen op bijeenkomsten van derden.
Niet alleen in de plaatselijke kerkenraad, maar ook in een classis (regionale kerkelijke vergadering) en in een (landelijke) generale synode vinden we de scriba terug.

## Functie van scriba binnen de generale synode van de Protestantse Kerk in Nederland
De taken van de landelijke scriba binnen de Protestantse Kerk in Nederland zijn vooral inspirerend, beleidsvoorbereidend, vertegenwoordigend en representatief. Het is een functie voor een gepromoveerde theoloog, die de kerk goed kent.
De scriba neemt veel initiatieven ten behoeve van de kerk, maar dient zich altijd te bewegen binnen de ruimte die de generale synode in haar beleid heeft vastgesteld en kan nooit als een bisschop in z'n eentje aan iets nieuws beginnen of iets voorschrijven. In een protestantse kerk is de macht nooit in handen van enkelingen, maar wordt deze altijd gedeeld met anderen.

## Gilden
Ook bij de gilden is het begrip scriba in deze betekenis gebruikt.